# جون فليتشر
جون فليتشر (بالإنجليزية: John Fletcher) (و. نوفمبر 1579 – أغسطس 1625 م) هو كاتب مسرحي، وشاعر، وكاتب بريطاني، توفي في لندن، بسبب طاعون.

## التعليم
تعلم في كلية جسد المسيح ‏.

## روابط خارجية
- جون فليتشر على موقع IMDb (الإنجليزية)
- جون فليتشر على موقع الموسوعة البريطانية (الإنجليزية)
- جون فليتشر على موقع ميوزك برينز (الإنجليزية)
- جون فليتشر على موقع إن إن دي بي (الإنجليزية)
- جون فليتشر على موقع ديسكوغز (الإنجليزية)